# Кашкай, Мир-Али Сеид-Али оглы
Ми́р-Али́ Кашка́й (азерб. Mirəli Seyidəli oğlu Qaşqay; 7 [20] января 1907, Гянджа — 23 апреля 1977, Баку) — советский геолог, автор множества трудов в области геоморфологии и стратиграфии. Почётный член Минералогического общества, председатель Азербайджанского отделения. Общества, действительный член Академии Наук Азербайджанской ССР, заслуженный деятель науки Азербайджанской ССР (1958) Является одним из создателей азербайджанской научной школы в области геолого-минералогических наук, был руководителем отдела геохимии и минералогии рудных месторождений института геологии Академии Наук Азербайджана. Важнейшие работы Мир Али Кашкая посвящены петрологии и минералогии Азербайджана.

## Биография
Мир-Али Кашкай родился 7 (20) января 1907 года в Елизаветполе. Происходил из тюрков-кашкайцев.
Его отец Сеидали Кашкай скончался за шесть месяцев до рождения сына. В 1912 году поступил в Елизаветпольскую гимназию. В 1919 году под пулями напавших на дом бандитов погибли его мать Хабиба-ханум и дядя Джамиль, сам он был ранен.
В 1920 году Кашкай зачисляется в местный театр артистом, а затем — руководителем оркестра. На зарабатываемые им деньги живёт практически вся семья, лишившаяся средств к существованию. В 1923 году покидает Гянджу и уезжает в Баку. По окончании в 1924 году 5-й советской (средней) школы города Баку поступил на горный факультет Азербайджанского политехнического института, который окончил в 1930 году с дипломом горного инженера-геолога.

Мемориальная доска на стене дома в Баку, в котором жил Мир-Али Кашкай

После завершения учёбы направлен руководителем геологоразведочных работ на Загликском месторождении алунитов. С 1930 по 1935 год учился в аспирантуре Петрографического института Академии наук СССР (Ленинград), совершал экспедиционные выезды на Северный Кавказ, Азербайджан, в Сибирь. Итогом сибирских экспедиций явились три научные статьи, опубликованные в трудах Петрографического института, в издательстве Академии наук СССР под редакцией Совета по изучению природных ресурсов.
В 1934 году Кашкай изучал минеральные источники Истису в Азербайджане, собирал материалы для кандидатской диссертации. Минеральные источники впоследствии станут отдельным направлением его научной деятельности. В 1935 году успешно защитил кандидатскую диссертацию в Москве, на заседании квалификационной комиссии Института геологических наук Академии наук СССР. Возглавив один из отрядов Северокавказской петрографо-геохимической экспедиции Академии наук СССР, выезжал изучать полезные ископаемые в Карачаевской автономной области. Итог командировки — научная статья «Ha северном склоне Главного Кавказского хребта», в которой даются характеристики полезных ископаемых Северного Кавказа.
В период с 1935 по 1936 год работал учёным специалистом Сектора геологии Академии наук СССР в Москве под руководством профессора П. И. Лебедева. Составление геологической и геохимической карты обширных территорий Алтая, Западной Сибири, Северного Кавказа — главный итог российского периода в жизни азербайджанского ученого.
В 1936 году вернулся на родину, где зачислен старшим научным сотрудником АзФАН и доцентом кафедры геологии университета. В горах Малого Кавказа возглавляемая им экспедиция открыла шесть новых месторождений хромитов — ценнейшего сырья для металлургической промышленности, месторождения серного колчедана (необходимого для переработки нефти) и железного сурика. Совместно с молодыми учёными К. Ализаде, Г. Эфендиевым, Ш. Мамедзаде выпустил книгу «Термины по геологии» (на русском и азербайджанском языках).

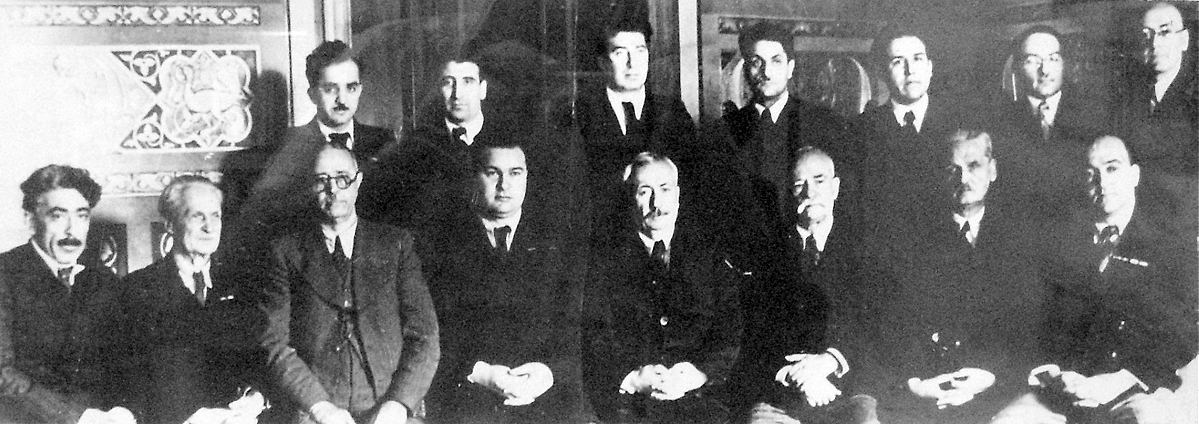
Первые члены Президиума АН АзССР, 1945 г.
Нижний ряд (слева направо, сидят): поэт С. Вургун, учёный-гидравлик И. Г. Есьман, У. Гаджибеков, А. А. Ализаде, президент Академии М. Миркасимов, И. И. Широкогоров, А. А. Гроссгейм, М. А. Топчибашев (учёный, хирург). Стоят: Ю. Мамедалиев, М. А. Ибрагимов, Ш. А. Азизбеков, Г. Н. Гусейнов, Мир-Али Кашкай, С. А. Дадашев, М. А. Усейнов

Скончался 23 апреля 1977 года. Похоронен на Аллее почётного захоронения в Баку.

## Семья
- Жена — Улдуз Кашкай[6].
  - Сын — Чингиз Кашкай[6].
  - Дочь — Айбениз Кашкай[6].
- Племянница — Солмаз Кашкай, доктор исторических наук[7].